# Art Adams (Musiker)
Arthur „Art“ Adams (* 12. Februar 1935 in Carrollton, Kentucky) ist ein US-amerikanischer Rockabilly-Musiker. Adams wurde dem europäischen Publikum vor allem im Zuge des Rockabilly-Revivals bekannt und ist heute populär für seine Songs Rock Crazy Baby und Dancing Doll.

## Leben

### Kindheit und Jugend
Art Adams wuchs im ländlichen Kentucky während der Depression auf. Seine Familie lebte auf einer Farm und hauste in ärmlichen Verhältnissen. Bereits als Kind erträumte Adams sich eine Zukunft im Showgeschäft. Musikalisch beeinflusst wurde er vor allem von der Country-Musik und der Grand Ole Opry, der Country-Show aus Nashville, in der die großen Stars auftraten. Als Jugendlicher lernte er von seinem Schwager, Gitarre zu spielen.

### Karriere
Adams erste Band war eine reine Country-Gruppe, die neben Adams (Gesang/Gitarre) aus seinem Schwager Dave Logston (Gitarre), Danny Cole (Bass) und Ray Pailey (Steel Guitar) bestand und sich die Kentucky Drifters nannte. Mit dieser Formation spielte er auf lokalen Veranstaltungen; Bars und Kneipen konnten noch nicht besucht werden, da man zu jung war. Ende 1954 machte er mit den Kentucky Drifters zwei Demo-Aufnahmen (Down in Tennessee und She’s from Tennessee), die er zu Sun Records brachte. Jack Clement lehnte jedoch ab, da er der Meinung war, Adams würde sich wie Johnny Cash anhören.
Um 1956 wurde Adams immer mehr von Musikern wie Johnny Horton, Johnny Cash, Elvis Presley und Carl Perkins und deren Rockabilly beeinflusst. Adams ließ die Kentucky Drifters fallen und gründete die Rhythm Knights, die aus Eddie Weil und Roy Robinette (Gitarre), Harold Knight (Bass) und Bennie Abbott (Schlagzeug) bestanden. Zuerst spielten noch die alten Mitglieder der Kentucky Drifters mit, die aber nach und nach austraten, da sie sich mehr dem Country verbunden fühlten. Mit den Rhythm Knights spielte Adams schnellen Rockabilly in den Bars und Kneipen der Umgebung und erlangte schnell Bekanntheit in der Region.
Durch einen Freund lernte Adams Joe Dyson, Besitzer von Cherry Records, kennen. Nachdem die Gruppe ein Demo-Band einspielte, nahm Dyson Adams und die Rhythm Knights unter Vertrag. Ihre erste Single erschien im Sommer 1959, gefolgt von einer zweiten im September mit Rock Crazy Baby / Indian Joe. Obwohl Cherry nur ein kleines Label war, wurde Indian Joe in Kanada oft im Radio gespielt. Die Platte gab Adams weiteren Auftrieb in der Region. Es folgten unzählige Auftritte, regelmäßige Engagements in Clubs und Bars sowie TV-Auftritte.
Im Mai 1960 folgte bei Cherry eine weitere Single mit Dancing Doll auf der A-Seite und She Don’t Live Here No More auf der B-Seite. Adams und die Rhythm Knights spielten danach Jack Clement von Sun Records in Memphis, Tennessee, vor, wurden aber abgelehnt, da das Label bereits genug Künstler unter Vertrag hatte.
Adams spielte – abgesehen von einigen Demos für Cherry – danach keine weiteren Platten mehr ein, trat aber in den nachfolgenden Jahren mit einer neuen Band, den Epics, lokal auf. 2003 erschien bei Collector Records eine CD mit Adams gesammelten Werken bei Cherry und 2004 folgte ein neues Album, auf dem Adams Rockabilly-Klassiker neu interpretierte. Seitdem tritt er mit der Art Adams Band regelmäßig in den Staaten und auch in Europa auf Festivals auf.

## Diskografie

### Singles
| 1959                    | I’m Waling / If You See a Pretty Girl | Cherry 1000/1 |
| 1959                    | Rock Crazy Baby / Indian Joe | Cherry 1004/5 |
| 1960                    | Dancing Doll / She Don’t Live Here No More | Cherry 1018/9 |
| Unveröffentlichte Titel | |               |
|                         | - Bill Bailey - Blue Suede Shoes - Boppin‘ the Blues - Crazy Night - Dancing Doll (alt. version) - Down in Tennessee - Good Rockin‘ Tonight - Indian Joe (alt. Version) - Is a Blue Bird Blue? - Just Like a Woman - Let’s Have a Party - Matchbox - Mystery Train - Release Me - Rhythm Knights Rock - Rock Bop - Rock Crazy Baby (alt. Version) - Shake, Rattle and Roll - She’s from Tennessee - Teenage Bum - There’ll be No Teardrops Tonight - Tutti Frutti - Wear My Ring Around Your Neck - Whole Lotta Shakin‘ Goin‘ On - Woman Love |               |

### Alben
- 2003: Rock Crazy Baby (Collector)
- 2004: Rockin‘ My Way Around (Collector)
- 2006: Dancing Doll
- 2009: The Truth